# Calliphractis
Calliphractis is een geslacht van vlinders van de familie sikkelmotten (Oecophoridae).

## Soorten
- C. gephyropa Meyrick, 1937
- C. phyllograpta Meyrick, 1928
- C. tectulata Meyrick, 1937